# Tropidonophis elongatus
Tropidonophis elongatus — вид змій родини полозових (Colubridae). Ендемік Індонезії.

## Поширення і екологія
Tropidonophis elongatus мешкають на островах Амбон, Серам і Хальмахера в архіпелазі Молуккських островів, на заході Нової Гвінеї, а також на островах Салаваті, Біак і Нумфор. Вони живуть на берегах водойм, зустрічаються на висоті до 500 м над рівнем моря.